# Jonathan Rhys Meyers
Jonathan Rhys Meyers, nome artístico de Jonathan Michael Francis O'Keeffe (Dublin, 27 de julho de 1977), é um ator irlandês.
Notabilizou-se em 2005 pelo seu desempenho na minissérie Elvis, em que interpretou Elvis Presley, e também pelo seu desempenho na telessérie The Tudors, onde interpreta Henrique VIII de Inglaterra. Também é conhecido pela sua aparência andrógina e pelo seu trabalho como modelo, para marcas como Hugo Boss, Energie, Club Monaco e Versace.

## Biografia

### Início de vida
Jonathan Rhys Meyers nasceu com problemas cardíacos, tendo sido hospitalizado durante os primeiros meses de vida. Ainda na infância, Jonathan e a família mudaram-se para Cork, de onde os pais, Geraldine Meyers e o músico John O'Keeffe, eram naturais, cerca de um ano depois de ele nascer. Quando Jonny, como é chamado pelos amigos e familiares, tinha cerca de três anos, os seus pais separaram-se. Jonathan e o seu irmão mais novo, Alan, ficaram com a mãe, enquanto os seus dois outros irmãos mais novos, Jamie e Paul, ficaram a viver com o pai e a avó. Todos os seus irmãos tornaram-se músicos profissionais. Jonathan teve uma infância tumultuosa, não tendo um bom percurso escolar e lutando contra a pobreza da sua educação. Ele foi expulso da North Monastery Secondary School com dezesseis anos.
Jonathan começou a passar mais tempo nas piscinas, nomeadamente no Victoria Sporting Club, em Patricks Quay, e no Coliseum Leisure Centre, em McCurtain Street. Encontrou-se com um agricultor local, Christopher Crofts, que ofereceu-lhe um lugar para trabalhar na sua fazenda leiteira e foi descoberto por Hubbard Casting, indo para audições para a produção de David Puttnam, War of the Buttons. Após passar três dias de audições, ele ficou no lugar de Gregg Fitzgerald, mas Gregg começou a participar mais e Jonathan perdeu o seu lugar.[carece de fontes?] Após isso, ele recebeu um convite para uma audição para um anúncio de uma sopa Knorr e para interpretar um pequeno papel no filme A Man of No Importance.

### Carreira
Logo após A Man of No Importance, Jonathan desembarcou em The Disappearance of Finbar, filmado na Lapónia. O degelo ocorrido no início das filmagens e da sessão fotográfica obrigaram a uma paragem de seis meses. Jonathan regressou a Cork, e logo recebeu uma chamada para Michael Collins. Ele foi escolhido pelo diretor Neil Jordan para fazer o jovem assassino. Jonathan, em seguida, filmou o espanhol La lengua asesina, onde representou com apenas dezoito anos, como um jovem subjugado à protagonista feminina. Durante as filmagens, foi chamado de volta à Lapónia para terminar a filmagem de Finbar. Depois de completar os dois filmes, deslocou-se a Marrocos para o filme Samson and Delilah, fazendo apenas duas cenas.
Seguiu-se The Tribe, filmado em Londres, e depois, na Califórnia, foi convidado para entrar na reta final de The Maker, quando ele tinha apenas uma semana e meia para preparar o seu sotaque americano para essa parte, conseguindo-o. Seguiu-se Telling Lies in America e B. Monkey, filmado em Londres. Ele ficou quase dois anos fora da sua terra, prosseguindo a sua carreira com The Governess, estrelando com Minnie Driver. Depois, veio o seu papel como Brian Slade, um jovem cantor de sucesso, em Velvet Goldmine, conquistando um prémio no Festival de Cannes pela sua interpretação.

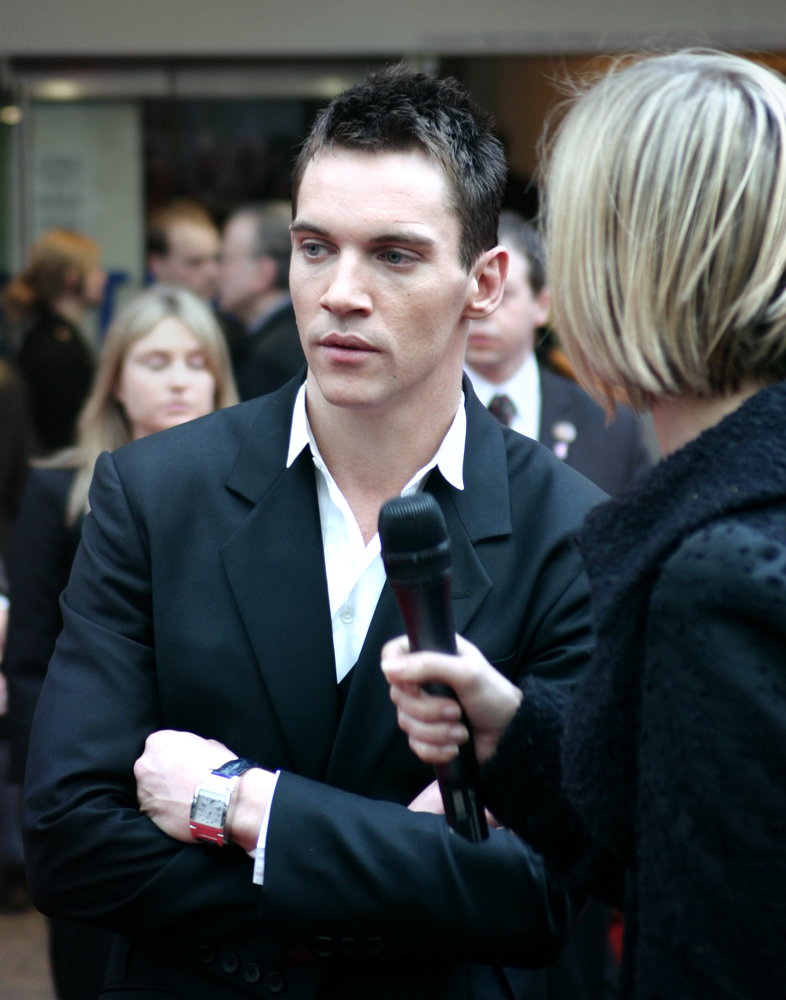
Na estreia de Missão Impossível 3, em Londres, no dia 25 de abril de 2006.

A sua interpretação como Brian Slade valeu-lhe o prosseguimento da sua carreira com Ride with the Devil, The Loss of Sexual Innocence, Titus, Tangled (2001), The Magnificent Ambersons, e Gormenghast, uma minissérie da BBC que lhe valeu muitos elogios. Ele estrelou como treinador de uma mulher do futebol internacional em Bend It Like Beckham. Jonathan também estrelou em I'll Sleep When I'm Dead, com Clive Owen e dirigido pelo lendário Mike Hodges e, teve um pequeno papel em Alexander dirigido por Oliver Stone.
Em 2005, Jonathan tomou o papel de Elvis Presley em Elvis, uma minissérie de quatro horas da CBS. Ele foi nomeado para um Emmy Award, ganhando um Golden Satellite e um Golden Globe pela sua representação do ícone americano.
Recebeu boas críticas pelo seu desempenho no filme de Woody Allen, Match Point, sendo galardoado com o Troféu Chopard, filme considerado como um regresso à forma do realizador. Jonathan também estrelou com Tom Cruise em Mission: Impossible III, interpretando um membro de equipa. Volta aos cinemas com August Rush e aos ecrans da televisão com a minissérie The Tudors, em três sessões, permitindo alcançar mais sucesso na sua carreira. Tendo trabalhado com muitos atores, gosta de Ewan McGregor, Anthony Hopkins, Christopher Lee, James Cromwell, Tom Cruise, Tobey Maguire, e Jessica Lange.
Jonathan também é cantor e guitarrista, tendo aparecido numa série de papéis musicais. O seu primeiro papel do género foi a de uma estrela de rock, Brian Slade em Velvet Goldmine, cantando quatro das músicas (Sebastian, The Ballad of Maxwell Demon, Baby's On Fire e Tumbling Down) que estão na banda sonora do filme.[carece de fontes?] Ele fez uma pequena participação na série de televisão The Magnificent Ambersons, desempenhou Elvis e tocou flauta em várias ocasiões na série Gormenghast. Em 2007, Jonathan desempenhou o papel de um cantor e compositor irlandês, como Louis Connelly em August Rush e desempenhou várias músicas para a banda sonora do filme - Break, Moondance, Something Inside e This Time.[carece de fontes?] Das quatro, This Time e Break foram consideradas na categoria de Melhor Canção Original no 80th Academy Awards. This Time atingiu o lugar 84 do Canadian Hot 100.
A 13 de dezembro de 2007, foi nomeado para um Globo de Ouro para Melhor Actor em Série Dramática por The Tudors, nomeação repetida no ano seguinte, e venceu o prémio IFTA, em 2008, para Melhor Papel Principal como Ator pela mesma série. Em 5 de Outubro de 2008, Rhys Meyers recebeu um Honourary Patronage pelo Trinity College Philosophical Society em Dublin, na Irlanda; e em 19 de fevereiro de 2009 recebeu um Oscar Wilde, na festa irlandesa de cinema que antecede os Oscares da Academia.
Como modelo, fez trabalhos para várias marcas. Primeiramente para Club Monaco, em 2001, para a campanha outono/inverno, seguindo-se a campanha de primavera para a Versace, em 2007. Desde 2006, Jonathan tem sido a imagem de marca da Hugo Boss, por três perfumes: campanha de 2006, Hugo XX e XY e Hugo Element. Em 2009, foi a imagem da campanha primavera/verão da marca de vestuário italiana Energie, e, futuramente, da campanha outono/inverno.

### Vida privada
Devido a problemas com o alcoolismo, Jonathan procurou tratamento em maio de 2005. Dois anos mais tarde, em abril de 2007, voltaria a prosseguir o tratamento. Em 18 de novembro desse ano, Jonathan foi detido no Aeroporto de Dublin, por alegadamente ter insistido em entrar num voo para Londres, ignorando a indicação dos responsáveis da companhia aérea de que não poderia embarcar, sob a alegação de que Jonathan não estaria em condições para viajar. A 5 de dezembro, o tribunal decidiu retirar as acusações, por Jonathan ter aceitado a responsabilidade das suas ações e oferecido uma doação a uma associação beneficente. Dias depois após o acontecimento no aeroporto, em 20 de novembro, falece a sua mãe, Geraldine Meyers, de 50 anos. O enterro decorreu no dia seguinte em Dublin.
Em 2008, tornou-se Embaixador da Fundação Esperança (The Hope Foundation), que presta ajuda a crianças desfavorecidas, tendo sido convidado para participar num documentário televisivo realizado na Índia sobre este problema social.
Em 20 de junho de 2009, Jonathan foi detido após alegadamente ter agredido um membro do staff de um bar do Aeroporto Charles de Gaulle, em Paris. Jonathan ficou notificado para comparecer no tribunal correcional em Bobigny, que o ordenou a pagar uma multa de 1 000 euros, julgando-o a um mês de pena suspensa. Em 2009, Jonathan efetuou novamente tratamento contra o álcool, saindo semanas depois.
Em maio de 2010, foi relatado que Rhys Meyers foi proibido de voar na United Airlines, no Aeroporto Internacional John F. Kennedy, devido a "comportamento perturbador e agressivo" por alegadamente estar alcoolizado. Este incidente levou-o novamente a procurar tratamento contra o álcool, ficando algumas semanas em reabilitação.
Em Dezembro de 2016 Jonathan Rhys Meyers e a sua noiva Mara Lane tiveram um filho, Wolf Rhys Meyers.
Em Setembro de 2017 sua esposa sofreu um aborto do segundo filho.

## Trabalhos
Segue-se uma lista de trabalhos de Jonathan Rhys Meyers como ator.[carece de fontes?]

### Cinema
| Ano  | Título ORIGINAL                       | Título BRASIL                             | Título PORTUGAL                           | Nome da personagem                  | Observações |
| ---- | ------------------------------------- | ----------------------------------------- | ----------------------------------------- | ----------------------------------- | --- |
| 1994 | A Man of No Importance                | Um Homem sem Importância                  | Um Homem sem Importância                  | Primeiro jovem                      | |
| 1996 | La lengua asesina                     | La lengua asesina                         | La lengua asesina                         | Rudolph                             | |
| 1996 | The Disappearance of Finbar           | O Desaparecimento de Finbar               | O Desaparecimento de Finbar               | Finbar Flynn                        | |
| 1996 | Michael Collins                       | Michael Collins - O Preço da Liberdade    | Michael Collins                           | Jovem assassino                     | |
| 1997 | The Maker                             | Perfil Assassino                          | O Golpista                                | Josh Minnell                        | |
| 1997 | Telling Lies in America               | Mentir na América                         | Mentir na América                         | Kevin Boyle                         | |
| 1998 | The Governess                         | The Governess                             | The Governess                             | Henry Cavendish                     | |
| 1998 | Velvet Goldmine                       | Velvet Goldmine                           | Velvet Goldmine                           | Brian Slade                         | |
| 1998 | The Tribe                             | The Tribe                                 | The Tribe                                 | Adam                                | |
| 1998 | B. Monkey                             | B. Monkey                                 | B. Monkey                                 | Bruno                               | |
| 1999 | Ride with the Devil                   | Cavalgada com o Diabo                     | Cavalgada com o Diabo                     | Pitt Mackeson                       | |
| 1999 | The Loss of Sexual Innocence          | A Perda da Inocência                      | A Perda da Inocência                      | Nic (aos 16 anos)                   | |
| 1999 | Titus                                 | Titus                                     | Titus                                     | Chiron                              | |
| 2001 | Happy Now                             | Happy Now                                 | Happy Now                                 | Mark Wraith                         | |
| 2001 | Prozac Nation                         | Geração Prozac                            | Geração Prozac                            | Noah                                | |
| 2001 | Tangled (2001)                        | A Traição                                 | Trama de Sentidos                         | Alan Hammond                        | |
| 2002 | Bend It Like Beckham                  | Driblando o Destino                       | Joga Como Beckham                         | Joe                                 | |
| 2003 | The Tesseract                         | No Limite da Realidade                    | No Limite da Realidade                    | Sean                                | |
| 2003 | Octane                                | Octane - O Caminho do Mal                 | Octane - O Caminho do Mal                 | The Father (o Pai)                  | |
| 2003 | I'll Sleep When I'm Dead              | Só a Morte Me Pode Parar                  | Só a Morte Me Pode Parar                  | Davey Graham                        | |
| 2003 | The Emperor's Wife                    | A Mulher do Imperador                     | A Mulher do Imperador                     | Mordomo                             | |
| 2004 | Vanity Fair                           | Feira das Vaidades                        | Feira das Vaidades                        | George Osborne                      | |
| 2004 | Alexander                             | Alexandre, o Grande                       | Alexandre, o Grande                       | Cassandro                           | |
| 2005 | Match Point                           | Ponto Final                               | Match Point                               | Chris Wilton                        | |
| 2006 | Mission: Impossible III               | Missão Impossível 3                       | Missão Impossível 3                       | Declan                              | |
| 2007 | August Rush                           | O Som do Coração                          | O Som do Coração                          | Louis Connelly                      | |
| 2008 | The Children of Huang Shi             | As crianças de Huang Shi                  | As crianças de Huang Shi                  | George Hogg                         | |
| 2008 | A Film with Me in It                  | indefinido                                | indefinido                                | ele próprio (Participação especial) | |
| 2009 | 6 Souls                               | Abrigo                                    | Abrigo                                    | Adam/David/Wesley                   | |
| 2010 | From Paris with Love                  | Dupla Implacável                          | De Paris com Amor                         | James Reece                         | |
| 2011 | Albert Nobbs                          | Albert Nobbs                              | Albert Nobbs                              | Vinconde Yarrell                    | |
| 2012 | Belle du Seigneur                     | Bela do Senhor                            | Bela do Senhor                            | Solal                               | |
| 2013 | The Mortal Instruments: City of Bones | Os Instrumentos Mortais: Cidade dos Ossos | Os Instrumentos Mortais: Cidade dos Ossos | Valentim Morgenstern                | |
| 2014 | Another me                            | Meu outro eu                              | Meu outro eu                              | John Moffatt                        | |
| 2015 | Stonewall-Where Pride Began           | Stonewall-Onde o Orgulho Começou          | Stonewall-Onde o Orgulho Começou          | Trevor                              | |
| 2015 | Damascus Cover                        | Cobertura de Damasco                      | Cobertura de Damasco                      | Ari                                 | Vencedor do prémio de melhor filme em Língua Inglesa , melhor Design de Produção e melhor Edição no Festival de Cinema de Manchester |
| 2016 | London Town                           | Cidade de Londres                         | Cidade de Londres                         | Joe Strummer                        | |
| 2016 | The Rising                            | A Insurreição                             | A Insurreição                             | Padraig Pearse                      | |
| 2017 | Black Butterfly                       | Borboleta Negra                           | Borboleta Negra                           | Jack                                | |
| 2017 | The Shadow Effect                     | Assassino Programado                      | Assassino Programado                      | Dr.Reese                            | |
| 2017 | The 12th Man                          | O 12° Homem                               | O 12° Homem                               | Kurt Stage                          | |
| 2018 | The Aspern Papers                     | Os documentos de Aspern                   | Os documentos de Aspern                   | Morton Vint                         | |
| 2018 | Holy Lands                            | Terras Santas                             | Terras Santas                             | David                               | |
| 2018 | Wake Up                               | Acorde                                    | Acorde                                    | John Doe                            | [ 32 ] |
| 2018 | Mowgli: Legend of the Jungle          |                                           |                                           | Hathi                               | [ 33 ] |
| 2019 | Altitude                              | Altitude                                  | Altitude                                  | -                                   | Em Pré-Produção |

### Teatro
| Ano  | Título ORIGINAL | Título em português | Nome da personagem | Observações |
| ---- | --------------- | ------------------- | ------------------ | ----------- |
| 1996 | Dark Blood      | Sangue Negro        | The boy (o Rapaz)  |             |

### Televisão
| Ano       | Título ORIGINAL           | Título BRASIL             | Título PORTUGAL           | Nome da personagem          | Observações                 |
| --------- | ------------------------- | ------------------------- | ------------------------- | --------------------------- | --------------------------- |
| 1996      | Samson and Delilah        | Sansão e Dalila           | Sansão e Dalila           | Sansão                      |                             |
| 2000      | Gormenghast               | Gormenghast               | Gormenghast               | Steerpike                   |                             |
| 2002      | The Magnificent Ambersons | The Magnificent Ambersons | The Magnificent Ambersons | George Amberson Minafer     |                             |
| 2003      | The Lion in Winter        | The Lion in Winter        | The Lion in Winter        | Filipe II de França         |                             |
| 2005      | Elvis                     | Elvis                     | Elvis                     | Elvis Presley               |                             |
| 2007-2010 | The Tudors                | The Tudors                | The Tudors                | Henrique VIII de Inglaterra | 4 temporadas, 38 episódios. |
| 2013      | Dracula                   | Indefinido                | Indefinido                | Drácula                     | 1 temporada, 10 episódios   |
| 2016      | Roots                     | Raízes                    | Raízes                    | Tom Lea                     | 3 Episódios                 |
| 2017-2018 | Vikings                   | Vikings                   | Vikings                   | Heahmund                    | 4ª e 5ª Temporada           |

## Prémios
A seguinte lista mostra as nomeações e atribuições de prémios a Rhys Meyers. As atribuições estão a negrito.
- 2018 - Festival de Cinema de Manchester

Vencedor de Premio de Melhor ator por Damascus Cover
- 2014 -The Irish Post Awards

Vencedor do Prêmio Lenda.
- 2014 -People's Choice Awards

Nominado como Ator favorito em New TV Série por Dracula
- 2010 -Monte-Carlo Television Festival

Nomeado como excelente ator dramático por The Tudors
- 2010 - Irish Film and Television Awards

Nomeado para Melhor Papel Principal como Ator por The Tudors.
- 2009 - CableFAX Program Awards

Nomeado para Melhor Ator na televisão por Cabo por The Tudors.
- 2009 - Prémio Ninfa de Ouro do Festival de Televisão de Monte Carlo

Nomeado para Excelente Ator Dramático por The Tudors.
- 2009 - Irish Film and Television Awards

Nomeado para Melhor Papel Principal como Ator por The Tudors.
- 2009 - Golden Globe Awards

Nomeado para Melhor Ator Dramático por The Tudors.
- 2008 - Prémio Ninfa de Ouro do Festival de Televisão de Monte Carlo

Vencedor para Excelente Ator Dramático por The Tudors.
- 2008 - Irish Film and Television Awards

Vencedor para Melhor Papel Principal como Ator por The Tudors.
- 2008 - Golden Globe Awards

Nomeado para Melhor Ator Dramático por The Tudors.
- 2007 - Movie Extra Filmink Awards

Nomeado para Melhor caracterização para Match Point.
- 2006 - GQ Prémio Homens do Ano

Vencedor para Homem do Ano.
- 2006 - Prêmios Globo de Ouro

Vencedor para Melhor Desempenho para Ator numa Minissérie ou Filme para televisão por Elvis.
- 2005 - Festival de Cinema de Cannes - Prémio de revelação masculina.

Vencedor para Melhor Desempenho para Ator numa Minissérie ou Filme feito para televisão por Elvis.
- 2005 - Emmy Awards

Nomeado para Melhor Papel Principal como Ator em Mini-séries ou Filme por Elvis.
- 2005 - Satellite Awards

Vencedor para Melhor Ator em Mini-séries ou Filme feito para televisão por Elvis.
- 2005 - Troféu Chopard

Vencedor para Melhor Ator Jovem por Match Point.
- 2002 - Festival Internacional de Televisão de Veneza

Vencedor para Prémio Canal Grande de Melhor Ator para Jovem Promissor em The Magnificent Ambersons.
- 1998 - Prémio Critics Circle Film de Londres

Nomeado para Ator Jovem Britânico do Ano em Velvet Goldmine, The Disappearance of Finbar e The Governess.